# Caterina va in città
Caterina va in città è un film del 2003 diretto da Paolo Virzì.
Il film ha ottenuto due candidature ai David di Donatello 2004, vincendo il premio per la migliore attrice non protagonista, assegnato a Margherita Buy.

## Trama
Caterina lacovoni è una timida e ingenua adolescente che vive a Montalto di Castro. Suo padre Giancarlo insegna ragioneria alle superiori, uomo profondamente insoddisfatto e critico verso la società contemporanea, mentre sua madre, la timida Agata, fa la casalinga. Il padre però, decide di chiedere il trasferimento a Roma. Pochi giorni prima che inizi la scuola Caterina si trasferisce quindi con la sua famiglia nella capitale, nella casa dei suoi defunti nonni paterni, abitata soltanto da un'anziana zia di suo padre di nome Adelina e dalla sua badante. In questa grande città, Caterina frequenta la terza media nella scuola che il padre aveva frequentato trent'anni prima.
La classe dove viene inserita è spaccata a metà: da una parte ragazzi che simpatizzano per la sinistra, capeggiati da Margherita, dall'altra un gruppo di ragazze che simpatizzano per la destra, che hanno come leader Daniela, figlia di un parlamentare di Alleanza Nazionale. Caterina, che viene a contatto con delle ideologie che prima non aveva neanche sentito nominare, vive una forte amicizia con Margherita, che termina quando il padre le scopre a ubriacarsi e a farsi tatuaggi. Dopo un periodo di smarrimento Caterina, quasi senza accorgersene, passa nel mondo di Daniela, fatto di feste e di lusso. Per Caterina nascono così anche i primi amori: prima un cugino snob di Daniela, con cui si lascia quando la madre di lui, con una scusa, li fa allontanare, poi Edward, ragazzo australiano che abita nell'appartamento di fronte al suo.
Caterina, però, rompe anche col mondo di Daniela quando sente lei e le sue amiche che la considerano una "sfigata" per essersi lasciata col cugino di Daniela, e di essere all'antica. A causa di questa vicenda durante l'ora di educazione fisica, avviene una piccola rissa tra Caterina e Daniela, nella quale si immischierà anche Margherita per difendere Caterina. La protagonista perciò scappa e viene cercata dalla polizia. Torna spontaneamente a casa solo a notte, dopo aver conosciuto finalmente il ragazzo australiano. Intanto Giancarlo, deluso dal mondo in cui vive e dal fallimento dei suoi tentativi di pubblicare dei romanzi erotici (ignorati anche dalla madre di Margherita che fa l'editrice e che avrebbe potuto aiutarlo), scopre che la moglie lo tradisce con l'amico d'infanzia e scappa in moto senza più dare sue notizie. 
Alla fine dell'anno, Caterina passa gli esami di terza media e parte in vacanza con la madre dopo aver salutato Edward con un bacio d'addio (lui sarebbe tornato in Australia con la madre per riconciliarsi al padre) e qualche tempo dopo lei corona il suo grande sogno: entrare all’Accademia Nazionale di Santa Cecilia.

## Produzione
La scuola che appare nel film è il liceo di Roma Ennio Quirino Visconti.
La protagonista Alice Teghil è un'esordiente assoluta. Virzì l'ha scelta dopo decine di provini effettuati in altrettante scuole perché dimostrava un "salutare disinteresse per la cinepresa".
Il film è ricco di camei di personaggi famosi, tra cui Roberto Benigni, Michele Placido, Simonetta Martone, Andrea Pancani, Maurizio Costanzo e la deputata Giovanna Melandri.

## Riconoscimenti
- 2004 - David di Donatello
  - Miglior attrice non protagonista a Margherita Buy
  - Nomination Migliore sceneggiatura a Francesco Bruni e Paolo Virzì
- 2004 - Nastro d'argento
  - Miglior attrice non protagonista a Margherita Buy
  - Premio Guglielmo Biraghi a Alice Teghil
  - Nomination Regista del miglior film a Paolo Virzì
  - Nomination Migliore attore protagonista a Sergio Castellitto
  - Nomination Migliore attore non protagonista a Claudio Amendola
  - Nomination Migliore sceneggiatura a Paolo Virzì e Francesco Bruni
  - Nomination Migliore fotografia a Arnaldo Catinari
  - Nomination Miglior montaggio a Cecilia Zanuso
  - Nomination Migliore colonna sonora a Carlo Virzì
- 2004 - Ciak d'oro
  - Miglior attrice non protagonista a Margherita Buy[6]
  - Migliore sceneggiatura a Francesco Bruni e Paolo Virzì[6]
- 2004 - Ft. Lauderdale International Film Festival
  - Premio della Giuria al miglior nuovo talento a Alice Teghil
- 2004 - Italian Online Movie Awards
  - Miglior attrice non protagonista a Margherita Buy
  - Nomination Miglior film italiano